# Populaires pour Prodi
Les Populaires pour Prodi (en italien : Popolari per Prodi) est une coalition italienne de centre gauche formée dans la perspective des élections générales anticipées de 1996.

## Histoire

### Fondation
Elle rassemble le Parti populaire italien (PPI), le Parti populaire sud-tyrolien (SVP), le Parti républicain italien (PRI), l'Union démocratique (UD) et le Mouvement pour l'Olivier (MpU). Elle se présente uniquement à la Chambre des députés au scrutin proportionnel, plaçant ses candidats au scrutin majoritaire dans le cadre de L'Olivier.

### Une principale force de L'Olivier
À l'issue du scrutin, elle compte initialement 69 députés sur 630, mais les deux élus du PRI font défection. Les 67 élus restants constituent le groupe « Populaires démocrates – L'Olivier ».
L'UD et le MpU forment en 1999 un nouveau parti sous la houlette de Romano Prodi, Les Démocrates (Dem), qui constitue ensuite son propre groupe parlementaire. Le PPI s'associera ensuite avec les Dem pour créer La Marguerite.

## Résultats électoraux

### Élections générales
| Année | Chambre des députés | Chambre des députés | Chambre des députés | Sénat de la République | Sénat de la République | Sénat de la République | Rang | Gouvernement                       |
| Année | Scrutin             | %                   | Mandats             | Scrutin                | %                      | Mandats                | Rang | Gouvernement                       |
| ----- | ------------------- | ------------------- | ------------------- | ---------------------- | ---------------------- | ---------------------- | ---- | ---------------------------------- |
| 1996  | Majoritaire         | L'Olivier           | 65 / 475            | Majoritaire            | Absent                 | Absent                 | 9e   | Prodi I, D'Alema I et II, Amato II |
| 1996  | Proportionnel       | 6,81                | 4 / 155             | Proportionnel          | Absent                 | Absent                 | 9e   | Prodi I, D'Alema I et II, Amato II |